# Iririú

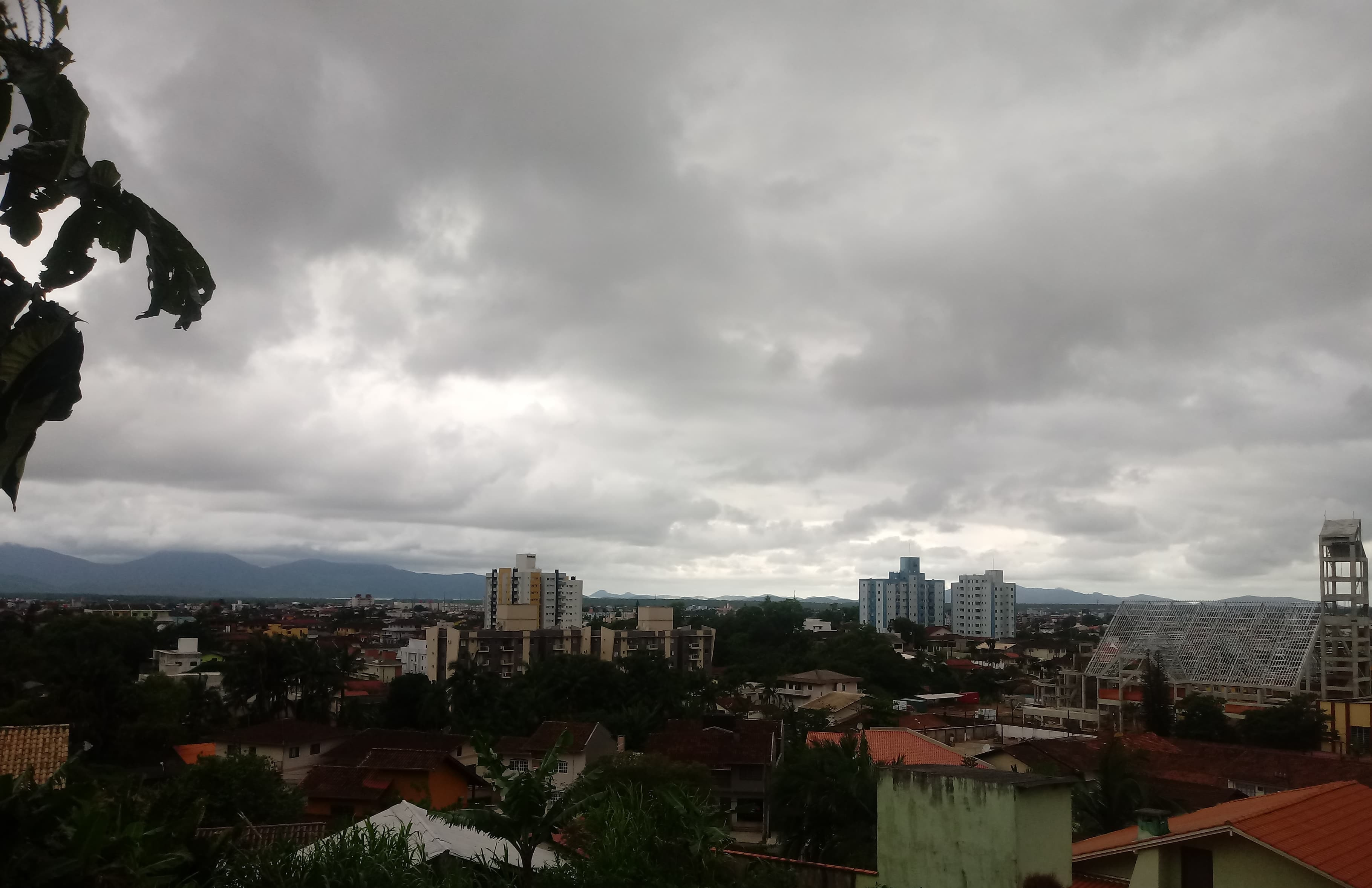
Bairro Iririú

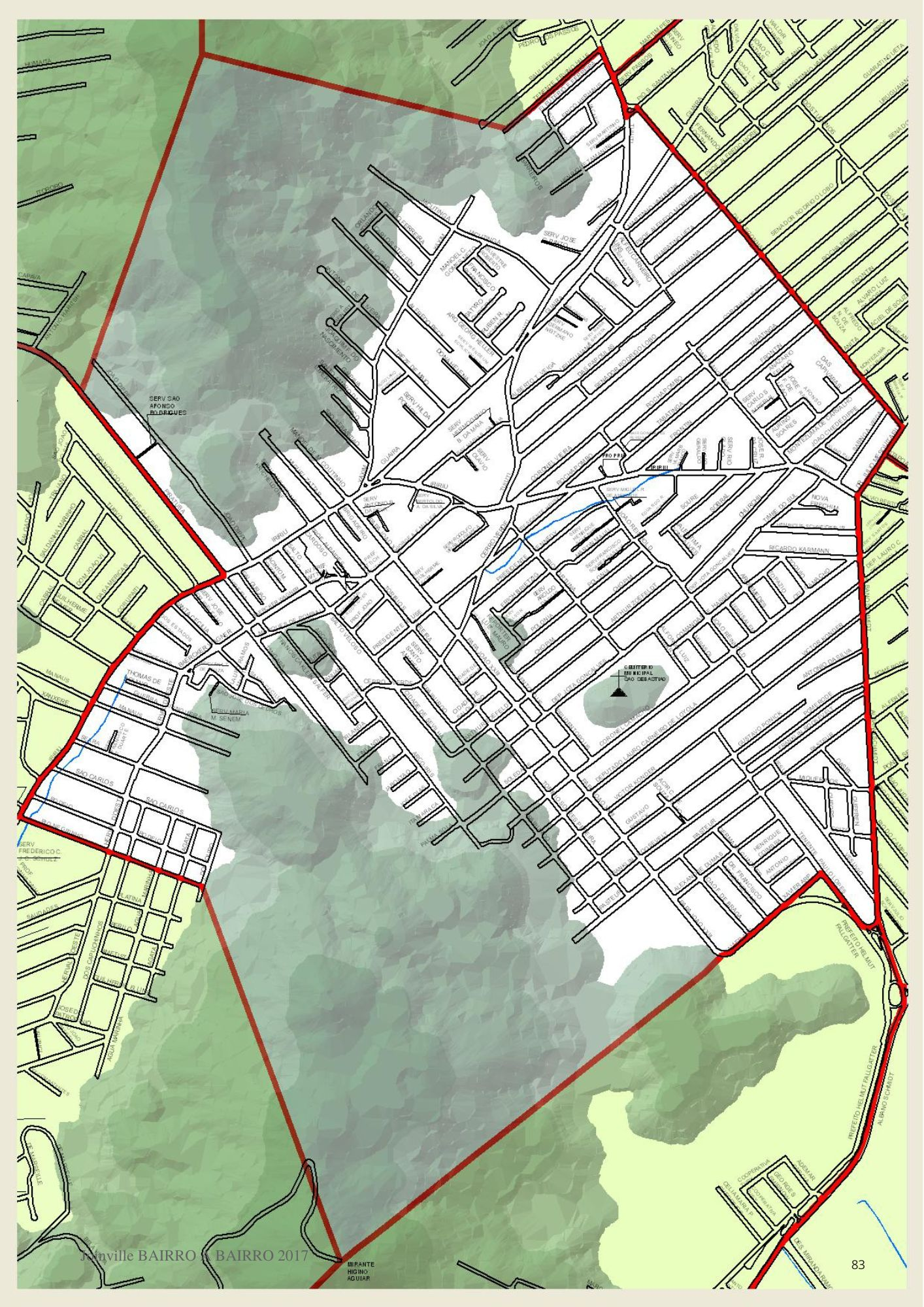
Mapa do bairro Iririú

Iririú é um bairro situado no município de Joinville, no estado de Santa Catarina. Localizado na zona leste da cidade, o bairro possui uma área de 6,26 km², com uma população estimada de 25.911 habitantes. O bairro Iririú foi oficialmente criado e integrado a lista do bairros do município, somente no ano de 1977, pela (Lei nº 1.526, de 05/07/1977, sancionada pelo prefeito da época Luiz Henrique da Silveira). Com isso, foi definido o perímetro do bairro e o delineamento das suas divisas, ruas, entre outros. 

## Etimologia:
Etimologicamente, iririú provém de Tupi-guarani riri irir - ostra e “u” - rio, ou seja, “rio da ostra”. O bairro deve seu nome ao Rio Iririú-mirim, que nasce perto do morro do Cubatão e deságua na Baía da Babitonga.

## História:

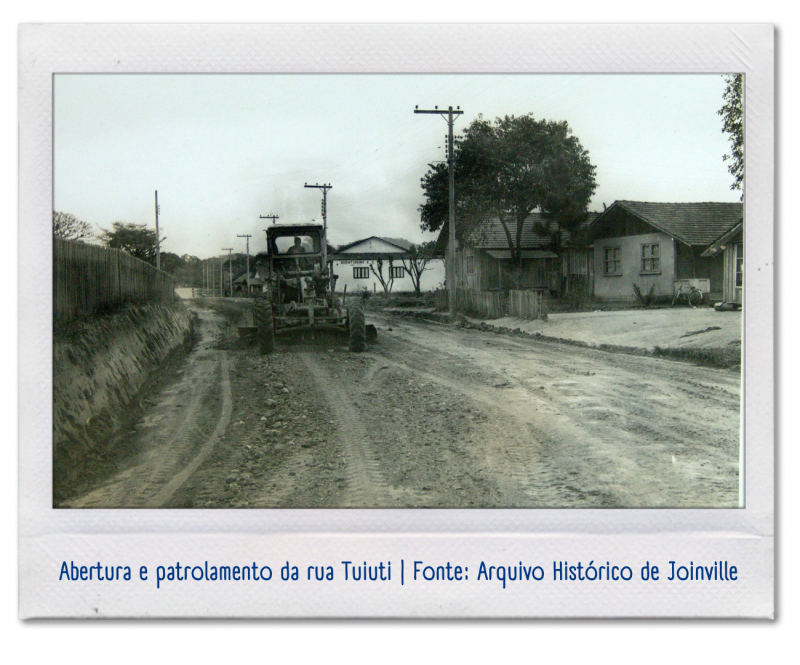
Abertura da rua Tuiuti, na divisa do bairro Iririú e bairro Aventureiro na década de 1970.

A região era conhecida como “Guaxanduva”, em função de uma planta rica em fibras têxteis chamada guaxuma, que proliferava na região. A estrada que fez a primeira ligação entre os atuais bairros Iririú e Boa Vista denominava-se Caminho Velho. Iniciava na Sociedade Esportiva e Recreativa Alvorada e finalizava na Granalha de Aço Ltda. A região era constituída por mangue, nas áreas mais baixas e nas mais altas por densa mata. As ruas não possuíam iluminação, eram estreitas e com mato por todos os lados. No bairro, a bicicleta popularizou-se a partir da década de 1940, mesmo assim poucos a possuíam. Os meios de transporte mais usados eram as carroças, pois o ônibus chegou só por volta de 1960. As atividades econômicas estavam inicialmente baseadas na agricultura, mas logo o comércio e indústria, representados pelas mercearias e também por moinhos,tornaram-se importantes para a comunidade.

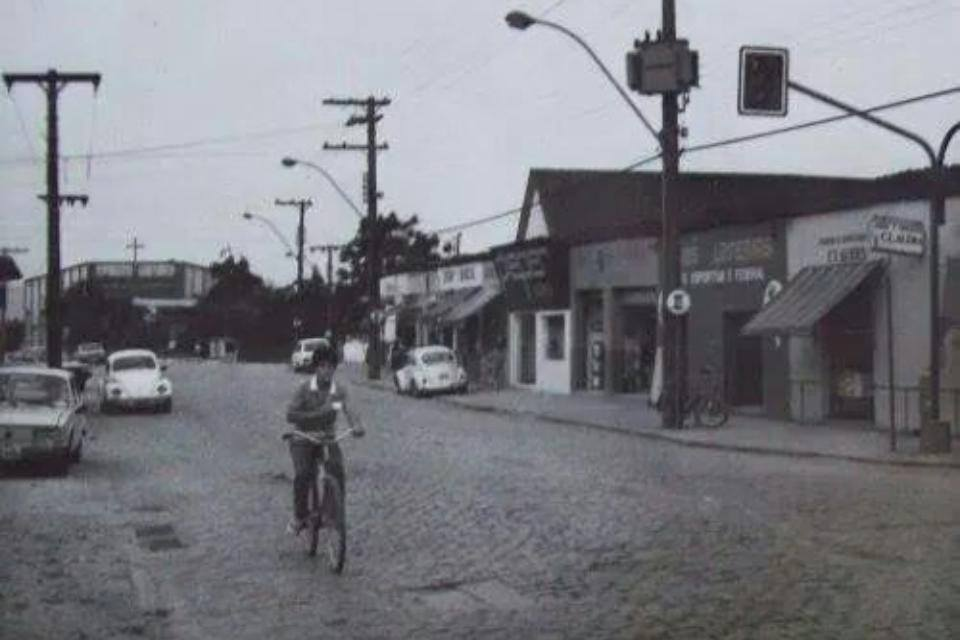
Rua Iririú no início dos anos 1980, aos fundos a Igreja São Sebastião.

A década de 1980,  é marcada por uma crise econômica que abala o país e o mundo, porém em Joinville, em função de suas indústrias que continuam necessitando de mão de obra e fazem chamamentos de oferta de vagas, ocorre uma imigração em grande escala de trabalhadores oriundos do Paraná e de outras regiões de Santa Catarina que sofreram com as enchentes de 1983 e 1984. Este fato levou a uma ocupação mais agressiva da região leste de Joinville, com o adensamento dos bairros Boa Vista, Comasa, Iririú e Espinheiros. Como tentativa de suprir a necessidade de moradia desencadeada por taxas de crescimento da ordem de 6% ao ano, o tamanho dos lotes adotados nos processos de urbanização destas áreas foram reduzidos, em comparação com o padrão adotado pela parte mais antiga da cidade, gerando, atualmente, as maiores densidades demográficas líquidas.

## Sobre o bairro (atualmente):
Por conta da sua localização geográfica é possível acessar os principais bairros da zona leste da cidade de Joinville, como os bairros Aventureiro, Boa Vista e Bom Retiro. Com uma distância de 3,83 km do centro da cidade de Joinville, o bairro Iririú passou a receber bastante investimentos públicos e privados e uma grande valorização imobiliária. Esses fatores resultaram na  instalação de diversos estabelecimentos de comércios e serviços especializados, como agências bancárias (Caixa Econômica Federal, Banco do Brasil, Sicredi, Bradesco, Itaú e Banco Santander), farmácias (Drogaria Catarinense, Farmácia Preço Popular e Panvel), revendedoras de automóveis, clinicas odontólogicas (OdontoCompany, Odonto Excellence, Doctor Ágape e Sorria Studio Odontologia), academias (CrossExperience, Bluefit), restaurantes entre outros. O bairro também possui um terminal de ônibus (Estação da Cidadania Oswaldo Colin), localizado na rua Iririú, com alta movimentação de pessoas que se deslocam dos bairros da zona leste para o centro da cidade e outras regiões.

### Dados estatísticos:

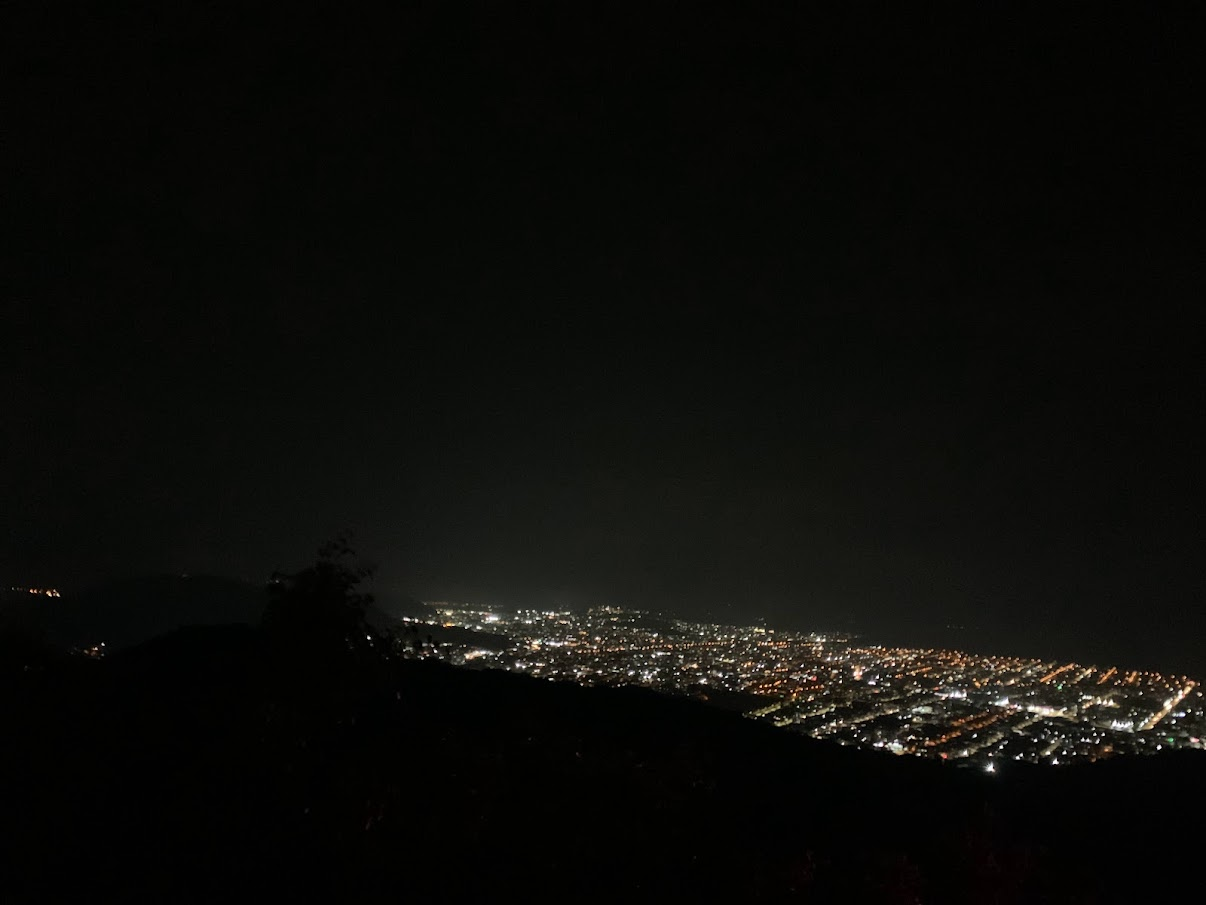
Bairro Iririú e zona leste de Joinville em uma noite

- Distribuição demográfica: 51,12% de mulheres e 48,88% de homens.[7]
- Ocupação do solo: 81,6% de residências, 11,0% de comércios/serviços, 0,4% de indústrias e 7,0% baldio.[5]
- Unidades autônomas: 9,464 (residencial), 746 (comercial), 438 (serviços),  604 (baldio) e 37 (industrial).[8]

A ocupação do bairro Iririú durantes as últimas décadas resultou na supressão da Mata Atlântica, principalmente no entorno do Morro do Iririú, onde se localiza o Parque Municipal Morro do Finder, mas também do Morro do Boa Vista, onde se encontra o zoobotânico e o principal cartão postal da cidade, o Mirante do Boa Vista. Essas ocupações levaram a formação de encostas sujeitas a instabilidades. 

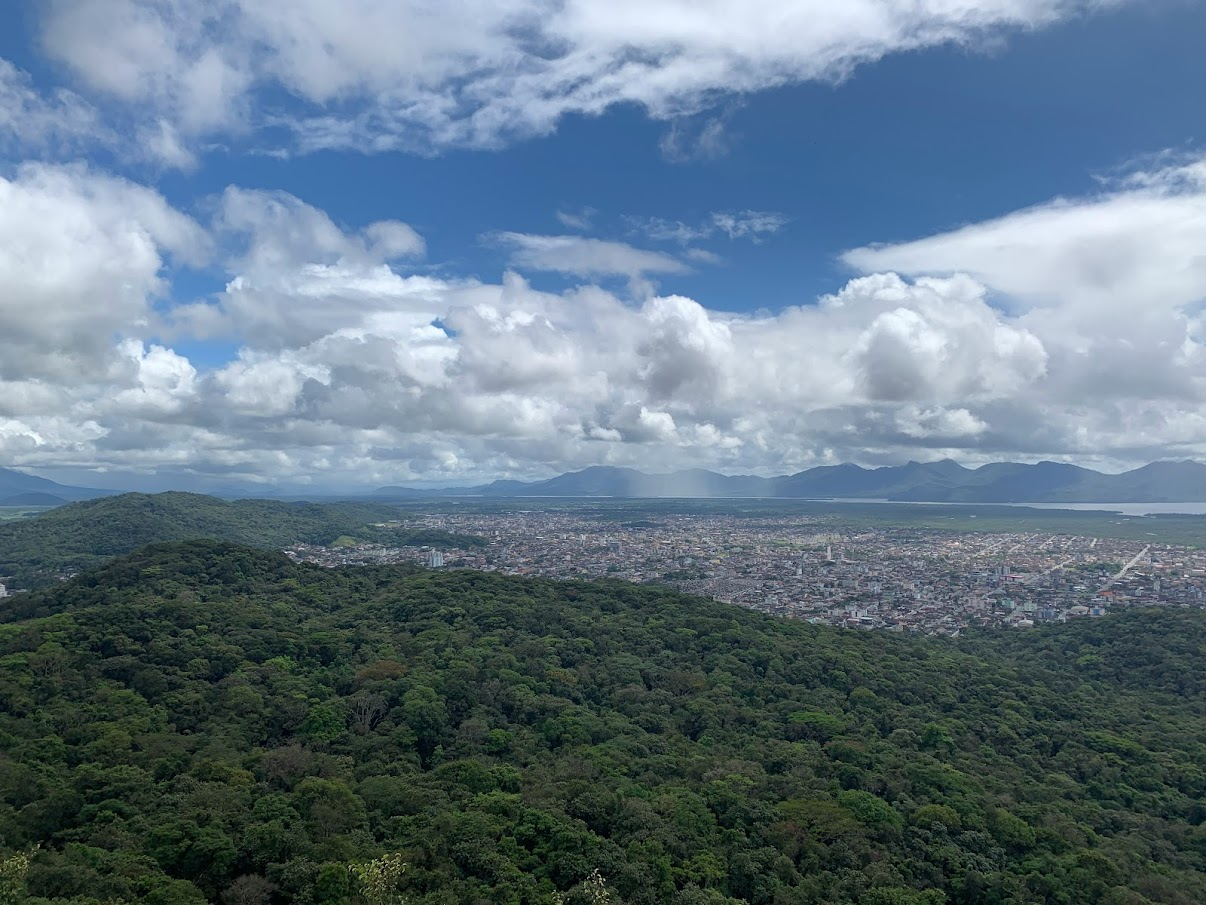
Bairro Iririú e a zona leste de Joinville em um dia com nuvens. Destaca-se o Morro do Iririú e o Morro do Boa Vista como área verde

" (...)  boa parte dos bairros Iririú, Aventureiro, Bom Retiro, Saguaçu, Jardim Iririú e Jardim Sofia cercam o morro do Iririú, no qual o processo de ocupação territorial da cidade, bem como a atuação de condicionantes naturais levaram a formação de encostas, algumas dessas potencialmente sujeitas a instabilidades superficiais e/ou profundas" (DIRCKSEN, 2016, p.89). 

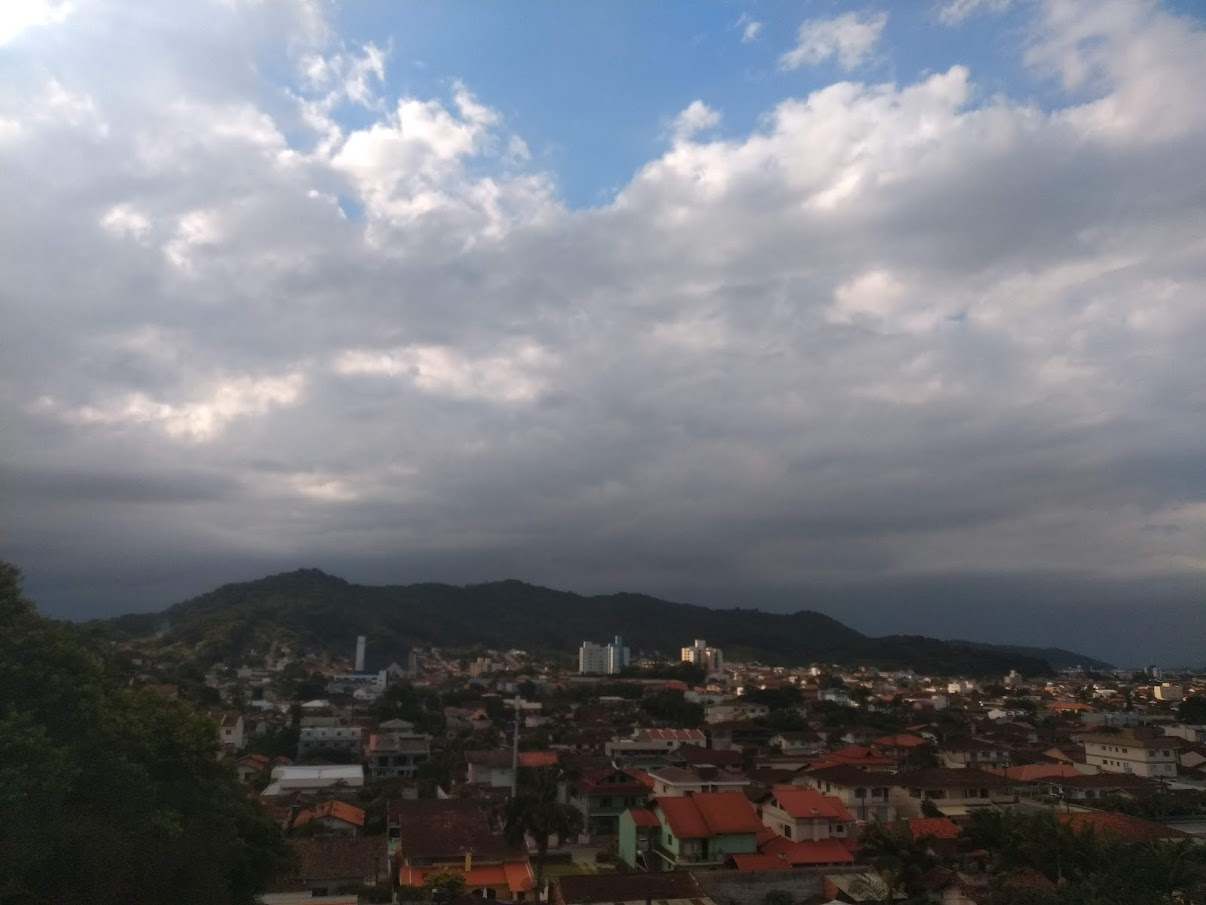
Bairro Iririú e o Morro do Iririú aos fundos

" (...) entre os anos de 1970 e 2016, o município de Joinville registrou dezoito ocorrências de enxurradas. [...] as áreas de riscos  [...] são as que apresentam histórico de eventos de inundações e/ou enxurradas, onde foram verificados e descritos [...] que possuem potencial de ocorrência ou ocorrência efetiva de tais eventos. Em suma, as áreas reconhecidas como de risco a enxurradas são aquelas que foram urbanizadas nas zonas de transição de planície para serras e planaltos, tendo sua ocupação sem qualquer controle adjacente a drenagens encaixadas e rios de alta vazão [...] no  [...]bairro Iririú (Rua Xaxim)" (CIDRAL et al, 2021, p.4).

Os moradores que residem no entorno do Morro do Iririú convivem diariamente com o dilema de apreciar a natureza, no sentido de estar mais próximo de uma fauna e flora bastante diversificada da Mata Atlântica e a de enfrentar desastres naturais, como enxurradas, por ocupar estes espaços que geologicamente é bastante diverso e sofre com influências climáticas e antrópicas. 

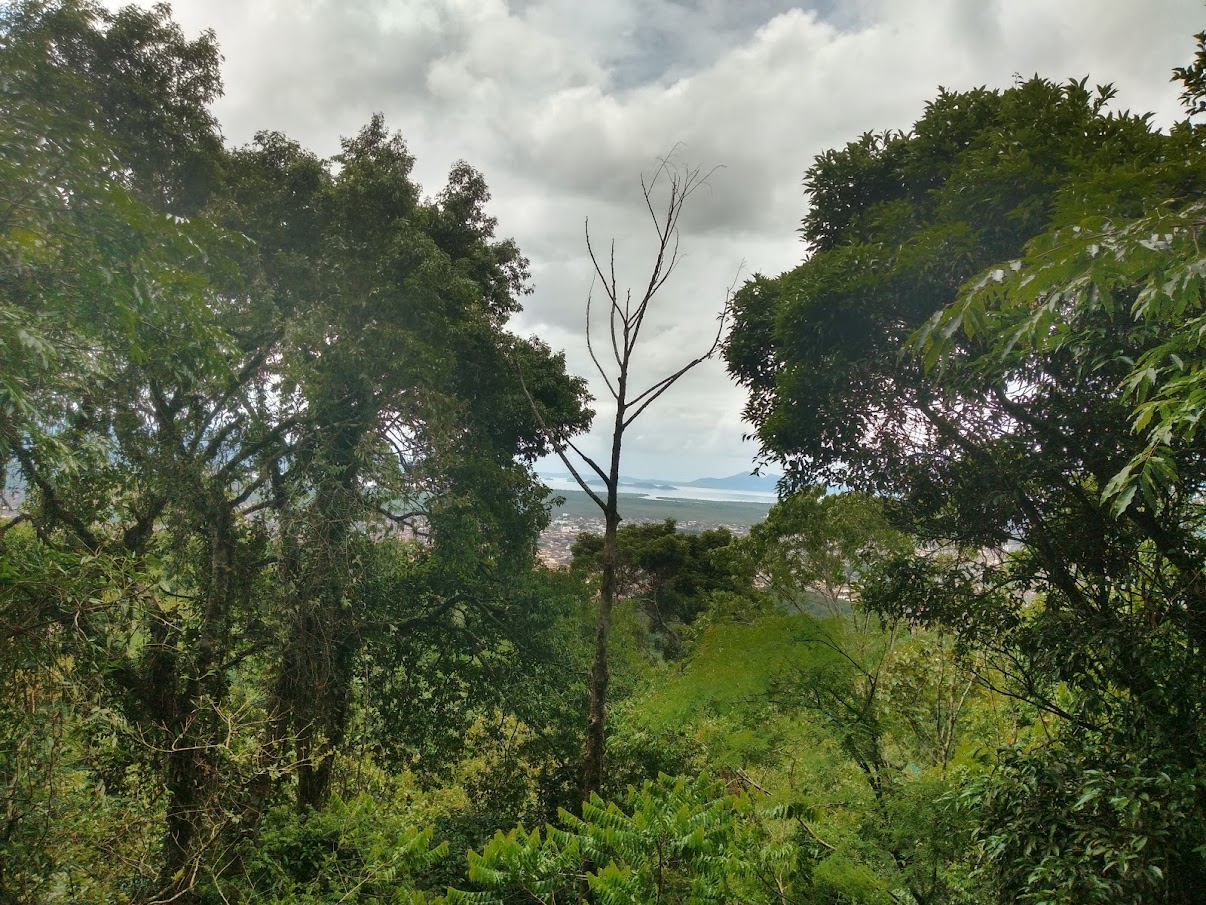
Parque Morro do Finder com vista para a Baia da Babitonga.

Moradores do Iririú convivem diariamente com a natureza - Morar no bairro na Zona Leste tem um toque especial para quem vive nas encostas do morro do Finder. NSC Total (2017).
Moradores fecham rua em Joinville para pedir providência da Prefeitura contra alagamentos - Pela segunda vez este ano casas na rua Xaxim, no bairro Iririú, foram invadidas pela água da chuva. ND Mais (2011). 

### Parque Municipal Morro do Finder:
O Parque Municipal Morro do Finder, criado em dezembro de 1993 para preservar uma importante área de Mata Atlântica no Morro do Iririú, exerce papel fundamental no ambiente urbano, através da estabilização climática, redução de ruído, abrigo para espécies de animais e também como áreas de lazer saudável para a população. Localizado na área central o Parque Morro do Finder turisticamente é importante e muito visitado, cujo atrativo é a sua floresta extremamente significativa. Além da importância da flora, animais como o graxaim e o gato-do-mato, e uma grande variedade de aves habitam a região.  O parque reúne exemplares da flora e fauna da Floresta Atlântica, além de algumas nascentes e bela paisagem com vista panorâmica para Baía da Babitonga. A pé ou de bicicleta, o visitante poderá andar por trilhas demarcadas passando por grutas, nascente e lagos. É grande o número de lianas e epifítas dentre as quais destacam-se as bromélias e orquídeas, bem como as samambaias, avencas, musgos e diversos líquens.

## Educação:
O bairro Iririú possui dezenas de instituições de ensino, como escolas, CEI e faculdades, públicas e privadas, para os diferentes níveis de ensino. As escolas do município ofertam aulas do nível fundamental I e II, enquanto as escolas estaduais oferecem aulas para o fundamental I e II, Ensino Médio e o Novo Ensino Médio.
Centros de Educação Infantil: CEI Ivan Rodrigues; CEI Mario Avancini;  CEI Sementinha.
Escolas Estaduais: EEB Dr Tufi Dippe, EEB Engº Annes Gualberto.
Escolas Municipais: EM Padre Valente Simioni; EM Prefeito Max Colin.

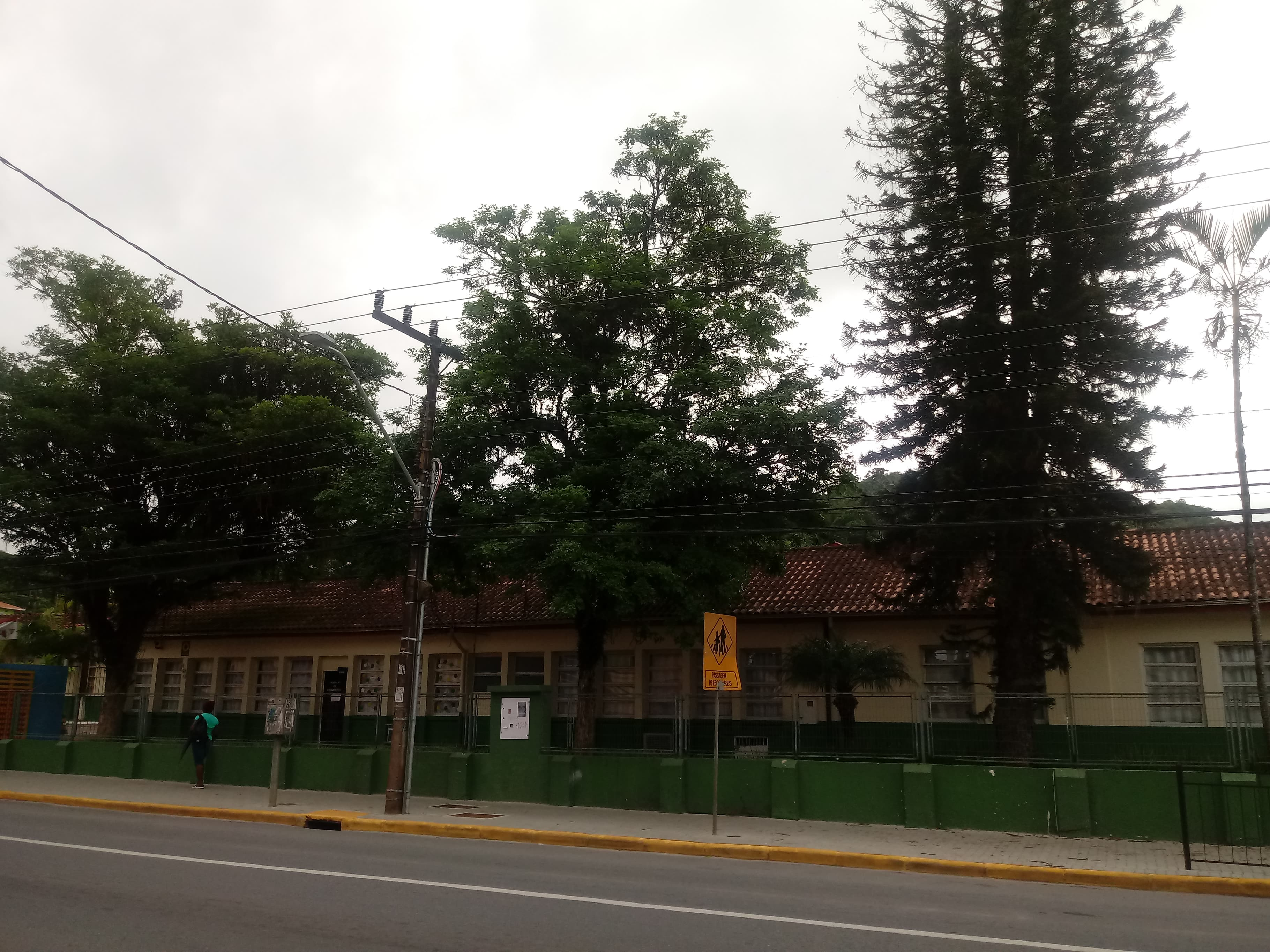
EEB. Engº Annes Gualberto

A Escola de Educação Básica Engenheiro Annes Gualberto, localizada na rua Guaíra, aderiu diferentes Programas de Ensino ao longo do tempo, contribuindo para a viabilização e execução de diferentes projetos educacionais envolvendo alunos e comunidade. Destaca-se: Programa de Ensino Médio Integral (2016), em parceria da Secretaria Estadual de Educação com o Instituto Ayrton Senna e Instituto Natura e o Ministério da Educação. Entre os projetos desenvolvidos e executados no Programa de Ensino Médio Integral e adotado pela instituição de ensino está a restauração da quadra esportiva de areia do bairro "Área de Lazer Tuiuti" e a criação de um "Pet Stop" na frente do colégio. A EEB Engº Annes Gualberto foi uma das três escolas do município a aderir o Novo Ensino Médio.

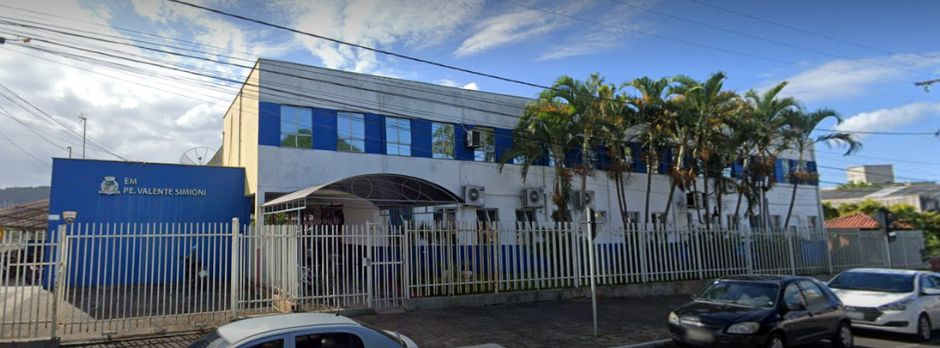
Escola Municipal Padre Valente Simioni

Uma das mais tradicionais do bairro Iririú, a Escola Municipal Padre Valente Simioni foi criada no tempo da guaxuma, uma planta que deu o primeiro nome ao bairro e ao colégio: Guaxanduva. A Escola ocupava uma casa de madeira e ficava nos fundos de um terreno doado pela Prefeitura para o governo do Estado construir uma escola maior. Em 1968 foi entregue à comunidade a EEB Engº Annes Gualberto. Extinta a ERM Guaxanduva, o novo estabelecimento manteve a diretora até o final de 1968, absorvendo também o pessoal administrativo e o corpo docente. Com a necessidade de ter mais uma escola, a população do bairro com apoio do então pároco da Igreja São Sebastião, padre Valente Simioni, foram à Prefeitura pedir a construção de uma nova escola. Em uma cerimônia singela, em 14 de abril de 1969 inaugurou-se o novo prédio.  Em 1990, o prefeito Luiz Gomes assinou o decreto nº 6454/90, mudando o nome para Escola Municipal Padre Valente Simioni, em homenagem ao pároco atuante em causas sociais e um dos maiores responsáveis pela abertura do colégio.  Atualmente a escola desenvolve diferentes projetos e atividades, como robótica, algumas delas premiadas e em parceria com a UFSC. Destacam-se: Projeto Cardrone (1ª lugar -  categoria: 1° ao 5° ano) - 3ª Prêmio Akademos; Projeto Receba fácil: uma jornada de empreendedorismo (1ª lugar -  categoria: 6° ao 9° ano)  - 3ª Prêmio Akademos.
No bairro Iririú, encontra-se o Centro de Educação e Inovação em Saúde Maria Carola Keller – Escola Municipal de Saúde, responsável por gerir unidade educacional voltada à formação técnica (Curso Técnico em Enfermagem e outros voltados à saúde/similar), cursos de formação inicial (informática e rotinas administrativas), atuação na área de formação em saúde (estágios e residências), curso de formação continuada e capacitação de profissionais para atuação no segmento da saúde.
Além das instituições destinadas ao ensino básico, o bairro Iririú tem importantes acessos por ruas, ciclofaixas e calçadas até as universidades públicas e comunitária da região norte da cidade, como a Universidade do Estado de Santa Catarina, Universidade Federal de Santa Catarina e Universidade da Região de Joinville.
Encontram-se no bairro, ainda, unidades e polos de faculdades privadas de ensino, como o Colégio Santo Antônio - Faculdade Inesa, a Cruzeiro do Sul Virtual, o Instituto Pró-rim e a Uniasselvi.

## Lazer e Cultura

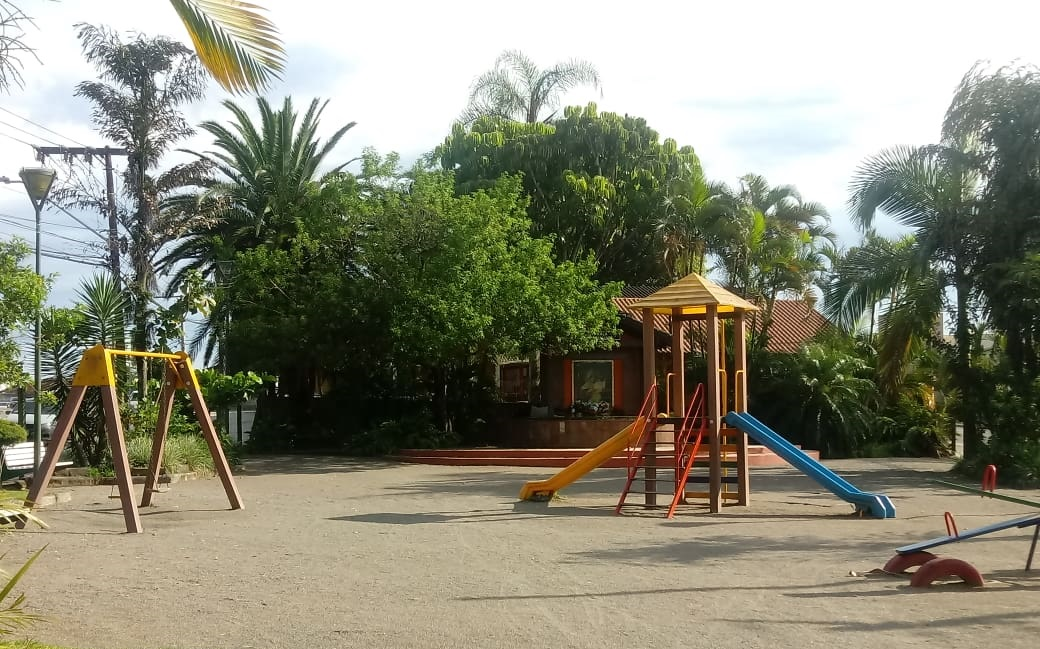
Praça Mãe Peregrina (Iririú)

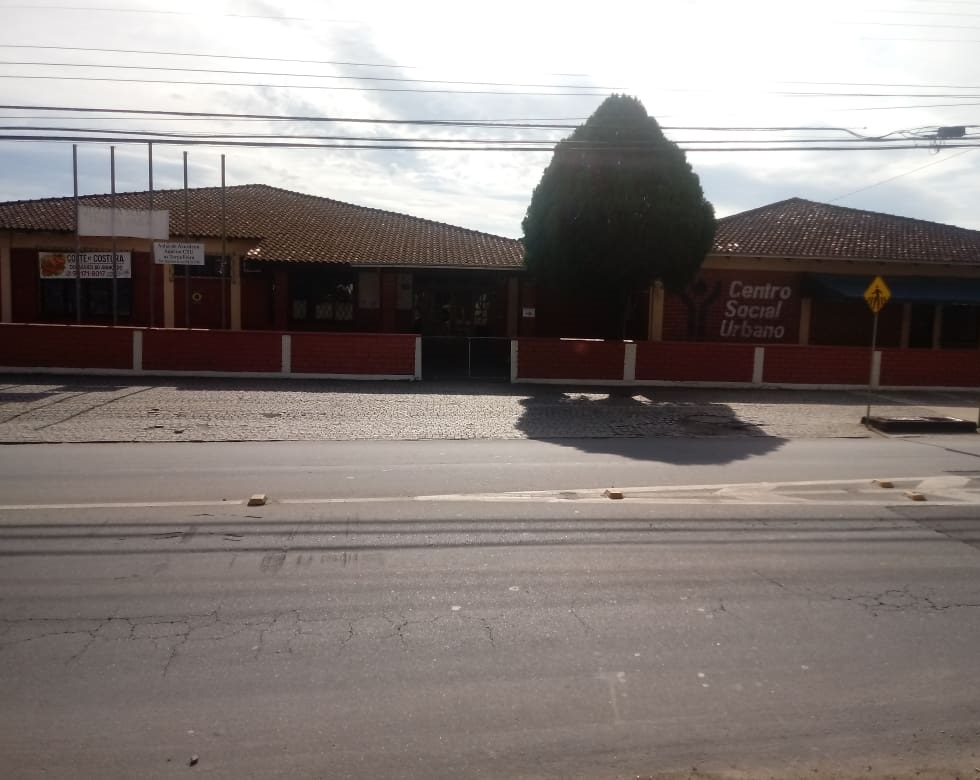
Centro Social Urbano (Iririú)

Parque Morro do Finder; Área de Lazer Iririú (OP); Área de Lazer Sociedade Veteranos; Área de Lazer Tuiuti; Praça Mãe Peregrina; Praça Padre Valente Simeoni.

### Sociedade Esportiva e Recreativa Alvorada de Joinville
A  Sociedade Esportiva e Recreativa Alvorada foi fundada por 23 pessoas no dia 15 de julho de 1960, bem antes de o Iririú ser oficialmente um bairro (fato que ocorreu em 1977).Bailes, tiro ao alvo, bocha, bolão e bolinha, futsal e society são algumas das atividades oferecidas. Localizada em uma das principais ruas do bairro (que leva o nome Iririú) a sociedade também tem um restaurante que abre diariamente. Neste mais de meio século de atividade, a tradicional Alvorada se transformou em referência para os moradores do Iririú.

### Centro Social Urbano do Iririú
O Centro Social Urbano do Iririú é um espaço cultural e esportivo que realiza e já realizou: futsal, capoeira, cortes de cabelo, vólei e escoteirismo. Além disto dispõe de um salão de baile e eventos, quadras esportivas e cantina. O espaço também ofertou cursos culinários (cuca), de idiomas e corte de cabelo. Algumas atividades são gratuitas, outras possuem taxa. O Centro Social Urbano do Iririú também é palco do treinamento da  Escola de Samba Acadêmicos do Serrinha.

## Saúde
O bairro Iririú conta com uma Unidade Básica de Saúde - UBS Leonardo Schilickmann.  A UBS possui modelo de atenção Estratégia Saúde da Família (ESF), da Secretaria da Saúde – SES, do Município de Joinville (SC), responsável por atendimento da população adscrita. Caracteriza-se por ações de saúde, no âmbito individual e coletivo, segundo os princípios da Política Nacional de Atenção Primária. Tem como função promover e proteger a saúde, a prevenção de agravos, o diagnóstico, o tratamento, a reabilitação, a redução de danos e a manutenção da saúde com o objetivo de desenvolver uma atenção integral que impacte na situação de saúde e autonomia das pessoas e nos determinantes e condicionantes de saúde das coletividades.

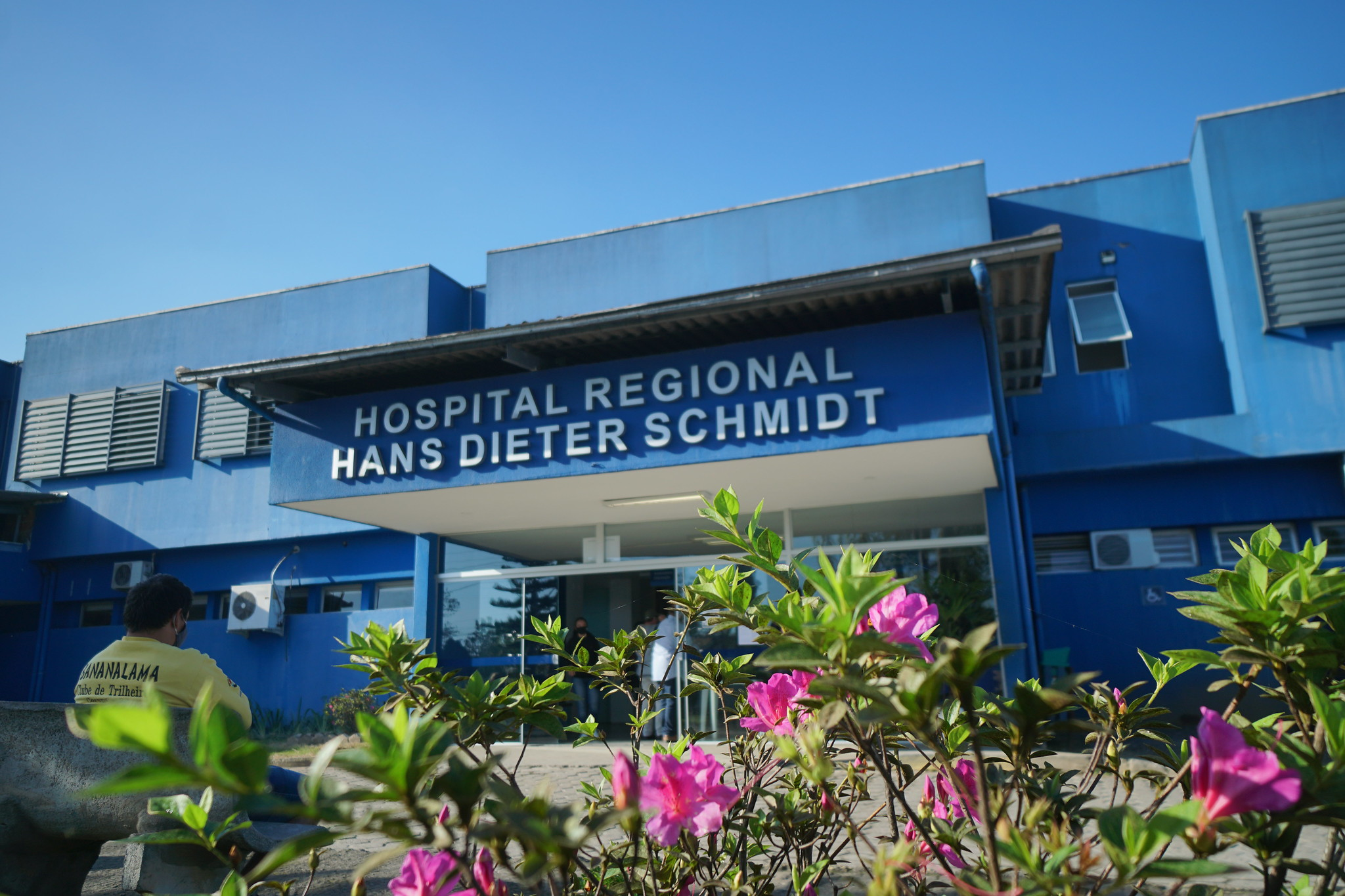
Hospital Regional Hans Dieter Schmidt em Joinville

Por fazer divisa com os bairros Aventureiro e Boa Vista, é possível acessar os principais hospitais públicos da região leste do município, como o Hospital Regional Hans Dieter Schmidt (Inaugurado em 15 de Março de 1984)  e que conta com Emergência Externa, Centro Cirúrgico, Unidade de Terapia Intensiva (UTI), Hospital Dia, Hospital Dia Cirúrgico, além das unidades de internação e dezenas de especialistas.

No bairro Aventureiro, encontra-se a UPA Leste (Unidade de Pronto Atendimento 24 horas Sebastião José Rodrigues) é uma unidade do(a) Secretaria da Saúde – SES, do Município de Joinville (SC), responsável por atendimento a usuários em situações de urgência e emergência.